# Französische Beteiligung am Krieg in Afghanistan
Frankreich beteiligt sich seit 2001 umfangreich an der westlichen Intervention in Afghanistan. Die französischen Streitkräfte waren sowohl ein Teil der US-geführten Operation Enduring Freedom (Operationen EPIDOTE und Heracles) als auch der ISAF-Mission (Operation Pamir). Im Juli 2011 hatte Frankreich etwa 4000 Soldaten im Einsatz, bis Ende 2012 sollten rund 1000 Soldaten abgezogen werden. Nach dem Regierungswechsel 2012 hat der neue Staatspräsident François Hollande den vollständigen Abzug bis Ende 2012 angekündigt.

## Einsatz
Bis zum 9. Juni 2012 sind in Afghanistan 86 Soldaten der Französischen Streitkräfte zu Tode gekommen.
Einige militärische Operationen mit französischer Beteiligung sind:
- Uzbin Valley ambush, 18. August 2008
- Schlacht von Alasay, 14–23. März 2009

## Geschichte
Nach den Terroranschlägen am 11. September 2001 beschloss der Ministerrat unter Führung von Staatspräsident Jacques Chirac am 3. Oktober 2001 sich an der US-geführten Operation Enduring Freedom zu beteiligen. Mit der französischen Operation Héraclès, der Entsendung der Fregatte Courbet und dem Versorgungsschiff Var, beteiligte sich Frankreich an einer US-Operation im nördlichen Indischen Ozean (Arabisches Meer). Am 1. Dezember traf ein Kampfverband der französischen Marine, die Task Force 473, mit dem Flugzeugträger Charles de Gaulle, drei Fregatten, einem U-Boot und weiteren Schiffen im Operationsgebiet ein. Im März 2002 griffen erstmals französische Kampfflugzeuge vom Flugzeugträger aus Ziele in Afghanistan an. Weitere Flugzeuge waren vom Februar bis Oktober 2002 auf der Manas Air Base in Kirgisistan stationiert, darunter sechs Dassault Mirage 2000 und einige Boeing KC-135 (Tankflugzeug). Marinesoldaten waren im November und Dezember 2001 in Mazār-i Scharif im Einsatz. Ab Dezember 2002 gab es mit Tadschikistan eine Vereinbarung dort französische Luftstreitkräfte zu stationieren, beispielsweise zum Lufttransport.
Vom Juli 2004 bis zum Januar 2005 stand die Kabul Multi National Brigade unter dem Kommando der Deutsch-Französischen Brigade, die vom deutschen Generalmajor Walter Spindler geführt wurde. Am 9. August 2004 bis zum 11. Februar 2005 übernahmen auf Anweisung des Nordatlantikrats etwa 450 Soldaten des Eurokorps unter dem Kommando des französischen General Jean-Louis Py für ein Jahr das Kommando über ISAF.

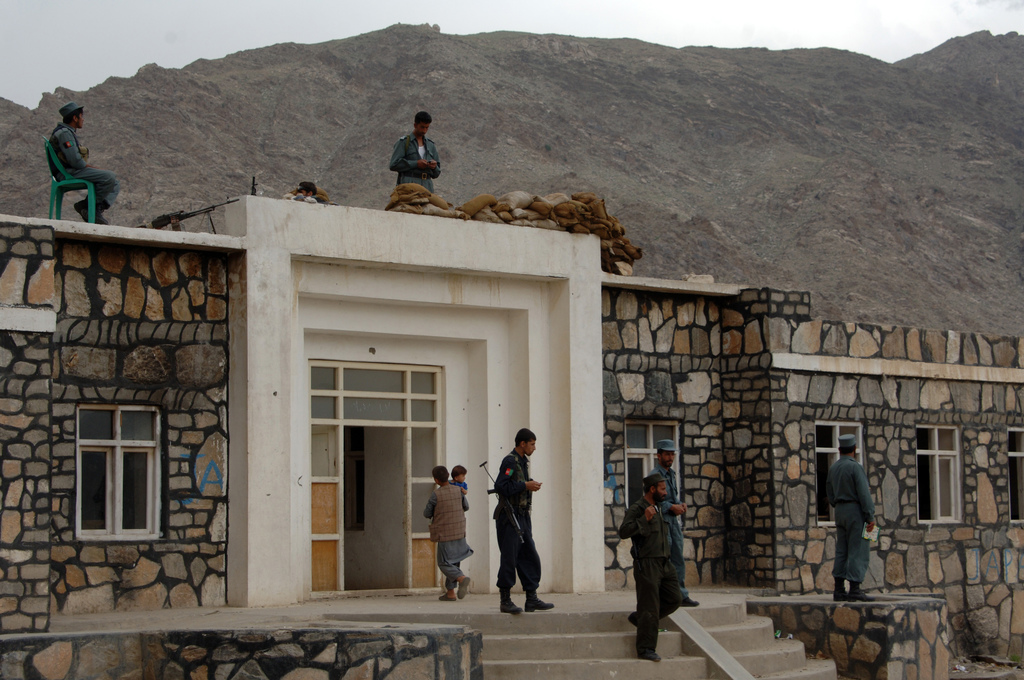
Vorbereitungen für eine Hilfsaktion in einer Schule in der Provinz Kapisa, April 2007

Im März 2007 hatte Frankreich in Afghanistan 1.100 Soldaten im Einsatz. Die Anzahl der Soldaten wurde in den folgenden Monaten erhöht, im Dezember 2007 waren 1600 Soldaten unter ISAF-Mandat und insgesamt 2000 Soldaten in Afghanistan stationiert. Im April 2008 stieg die Zahl der Soldaten von insgesamt 2300 Soldaten (1700 unter ISAF-Mandat) um einige hundert weitere Soldaten.
12. Juni 2008: Eine internationale Afghanistan-Konferenz fand in Paris statt. Es wurden große Geldsummen versprochen: von den USA 6,6 Milliarden Euro und von Saudi-Arabien 8,6 Milliarden Euro. Frankreich wollte seine Hilfe auf 107 Millionen Euro vergrößern.
5. August 2008: Übernahme des Regionalkommandos Hauptstadt durch den französischen Brigadegeneral Michel Stollsteiner. Parallel dazu übernahm ein Bataillon mit 770 Soldaten (BATFRA PAMIR) die Verantwortung für den östlich von Kabul liegenden Bezirk Surobi, der im Regionalkommando Ost angesiedelt ist.
Am 18. August 2008 ging die formelle Sicherheitsverantwortung für Kabul über an die Afghanen. Am selben Tag gerieten französische Soldaten im Uzbin-Tal im Bezirk Surobi in einen Hinterhalt bei dem 10 französische Soldaten getötet und 21 weitere Soldaten verletzt wurden. In Frankreich führte das dazu, dass das Militär angefordertes militärisches Material nach Afghanistan bringen durfte, wie Unbemannte Luftfahrzeuge und auf Radpanzer montierte ferngesteuerte Waffenstationen. Im November kamen die ersten unbemannten Luftfahrzeuge an. Am 20. August besuchte Nicolas Sarkozy die Soldaten in Kabul.
Am 22. September 2008 beschloss die Nationalversammlung mit 343 zu 210 Stimmen die Fortsetzung des französischen Engagement in Afghanistan. Weiteres militärisches Gerät soll nach Afghanistan gebracht werden.
13. Januar 2009: Drei Dassault Rafale wurden nach Kandahar verlegt. Im März 2009 starten französische Soldaten eine Offensive in Provinz Kapisa. Im Juli 2009 werden acht auf Lastwagen montierte Artilleriegeschütze vom Modell CAESAR nach Afghanistan verlegt.
Am 31. Oktober 2009 wurde die Führung des Regionalkommandos Hauptstadt an die Türkei übergeben und am nächsten Tag begann eine Umgruppierung der französischen Kräfte in Afghanistan. Der neue Schwerpunkt lag militärisch auf Einsätze in der Provinz Kapisa und im Osten der angrenzenden Provinz Kabul (Bezirk Sarobi).
Die Task Force La Fayette (TFLF) entstand nach der Umorganisation am 1. November 2009. Sie umfasste etwa 2500 Soldaten. Das Hauptquartier lag in der Provinz Kapisa. Die Brigade La Fayette war verantwortlich für die Provinz Kapisa und den Bezirk Sarobi und ist dem US-amerikanisch geführten Regionalkommando Ost untergeordnet. Sie bestand aus der Kampfgruppe Korrigan (GTIA Kapisa = Groupement tactique interarmes de Kapisa) und der Kampfgruppe Dragon (GTIA Surobi = Groupement tactique interarmes de Surobi)
Am 20. Januar erschoss ein afghanischer Soldat vier französische Soldaten und verletzte 16 weitere Personen in der Provinz Kapisa. Präsident Nicolas Sarkozy stoppte daraufhin vorerst alle Kampf- und Ausbildungseinsätze zur Unterstützung der Afghanischen Nationalarmee. Verteidigungsminister Gérard Longuet flog nach Afghanistan. Der afghanische Soldat, der die Tat begann, ist im Juli 2012 zum Tode verurteilt worden.
Bei einer Anschlagserie in Midi-Pyrénées im März 2012 wurden mehrere Fallschirmjäger getötet und verletzt. Der Attentäter nannte unter anderem den Afghanistan-Einsatz der französischen Armee als Grund.
Die Sicherheitsverantwortung in der Provinz Kapisa wurde am 4. Juli 2012 von Frankreich an Afghanistan übergeben. Der Abzug der französischen Truppen begann auf Anweisung von Präsident François Hollande im Juli 2012. Im Dezember 2012 war der Abzug der Kampftruppen abgeschlossen. Die verbleibenden 1500 französischen Militärangehörigen werden bis Sommer 2013 auf 500 reduziert werden.

## Diverses

### Ausbildung afghanischer Sicherheitskräfte
Vom 1. Mai 2002 bis 2006 dauerte die Operation Épidote, bei der Offiziere der Afghanischen Nationalarmee (ANA) trainiert wurden. Ab August 2006 wurden fünf Operational Mentor und Liaison Teams (OMLT) eingerichtet, die Teile des bei Kabul stationierten 201. Korps weiterbildeten. Im August 2008 wurde zur Entlastung der niederländischen Soldaten in der Provinz Uruzgan ein OMLT mit dem 205. Korps der ANA von den Niederländern übernommen. Im Winter 2009/2010 entstanden vier Police Operational Mentor und Liaison Teams (POMLT) in der Provinz Kapisa und im angrenzenden Bezirk Sarobi der Provinz Kabul zur Ausbildung der dortigen Afghanischen Nationalpolizei.
Im Mai 2007 erfolgte die Eröffnung der afghanischen Commando Schule, um afghanischen Soldaten zu Spezialsoldaten weiter zu bilden. Die Ausbilder kommen aus den Vereinigten Staaten, den Vereinigten Arabischen Emiraten und Frankreich.
Frankreich stellt Polizisten der Europäischen Gendarmerietruppe zur Ausbildung der Afghanischen Nationalpolizei zur Verfügung.

### G8-Gipfel in Évian-les-Bains 2003
Im Vorlauf zum G8-Gipfels in Évian-les-Bains (Frankreich) im Juni 2003 soll Präsident Chirac vereinbart haben, 200 Spezialkräfte des Commandement des opérations spéciales in den Süden Afghanistans zu verlegen (Opération Arès). Anfangs waren sie in der Grenzregion zu Pakistan stationiert, um die Suche nach bin Laden zu unterstützen. Im Dezember 2006 wurden die Soldaten abgezogen.
Am 21. und 22. Mai 2003 vereinbarten auf einer Konferenz unter dem Vorsitz von Frankreich 55 Staaten Maßnahmen gegen den Transport von Opium und Heroin aus Afghanistan („Pariser Pakt“). Es gab eine Folgekonferenz vom 26. bis 28. Juni 2006 in Russland.